# Nightmare in Chicago
Nightmare in Chicago est un téléfilm américain réalisé par Robert Altman, diffusé en 1964.

## Fiche technique
- Titre : Nightmare in Chicago
- Réalisateur : Robert Altman
- Scénario : Donald Moessinger d'après la nouvelle de William P. McGivern Un tueur sur l'autoroute (Killer on the Turnpike)
- Musique : John Williams
- Directeur de la photographie : Bud Thackery
- Producteurs : Robert Altman, Robert Eggenweiler
- Société de production : Roncom Films
- Durée : 81 minutes
- Couleur
- Genre : Film policier, drame
- Date de diffusion
  -  États-Unis 2 avril 1964

## Distribution
- Andrew Duggan
- Charles McGraw
- Michael Murphy
- Carroll O'Connor
- Robert Ridgely
- Ted Knight
- Philip Abbott
- Mary Frann
- Ron Masak
- Barbara Turner (en)
- Charlene Lee